# Hendrik van Gent
Hendrik van Gent (* 4. September 1899, Pernis; † 1. April 1947, Amsterdam) war ein niederländischer Astronom.
Er lebte und arbeitete lange Zeit im südafrikanischen Johannesburg, um den südlichen Sternenhimmel besser erforschen zu können. Ende der 1920er Jahre und Anfang der 1930er Jahre entdeckte er dort während seiner Tätigkeit 39 Asteroiden. Darunter war auch der nach ihm selbst benannte Asteroid (1666) van Gent. Darüber hinaus war er (Co-)Entdecker von 3 Kometen, nämlich C/1941 K1 (van Gent), C/1943 W1 (van Gent-Peltier-Damaica) und C/1944 K2 (van Gent).
Er starb relativ jung an einem Herzinfarkt.